# Ro’i Folkman
Ro’i Folkman (hebr.: רועי פולקמן, ang.: Roy Folkman, ur. 5 sierpnia 1975 w Tel Awiwie) – izraelski polityk, od 2015 poseł do Knesetu z listy My Wszyscy.
W wyborach parlamentarnych w 2015 po raz pierwszy dostał się do izraelskiego parlamentu. W wyborach w kwietniu 2019 uzyskał reelekcję.
28 lipca 2019 roku zrezygnował z ubiegania się o mandat poselski do 22. Knesetu, ponieważ nie zgodził się na start w kolejnych wyborach z listy Likudu.
Jest żonaty, ma dwoje dzieci.